# シトロエン・メアリ
メアリ（Méhari）は、シトロエンがかつて製造・販売していた自動車である。
世界で初めてABS樹脂製のボディパネルを架装した大量生産車として知られる。1968年から1988年までの総生産台数は144572台と記載されている。
バリエーションとして四輪駆動車のメアリ4x4が1980年から1983年まで生産されたが、高価なこともあり、販売台数は1200台程度にとどまった。

## 概要
それまで2CVが持っていた道具のような性格をより発展させたモデルであり、シトロエンが2CVに代わるシティユースモデルとして送り出したディアーヌにない要素を補完するモデルでもある。ボディの素材と構造から、室内が汚れた場合でも水をかけて洗い流すことができ、ワックスがけの必要もなく、少々の擦り傷程度はサンドペーパーなどで修復すれば良いので手間が掛からず、若者のレジャー用から漁業等の作業用まで幅広く活用された。
シトロエンとしては2CVの後継車を開発するにあたって、同車が持っていた性格をディアーヌとメアリに2分割したものと考えられる。価格は1969年の2CVが5,984フランに対してディアーヌが7,655フラン、メアリが7,800フランであり、メアリの価格が一番高くなっている。
生産台数でも、ディアーヌとメアリの合計生産台数が2CVの生産台数を一時追い抜いたことがあったが、数年の内に再逆転された。この間、2CV AZU、AKの生産数はほとんど変化していない。
最初期のカタログやシトロエンの広報誌「ル・ドゥブル・シュヴロン」（Le Double Chevron ）や、生産が終了した車種を解説するL'ANTIQUAIREの1986年版でも正式車名は「Dyane 6 Méhari（ディアーヌ6メアリ）」と表記されている。これは4輪駆動車のメアリ 4x4 と区別するためのものと考えられる。

### ボディ構造
ディアーヌ6のプラットフォームシャシの上に鋼管フレームが組まれ、それに熱成型されたABS樹脂製の13のボディパネルがボルト留めされるという構造である。破損したボディの補修は、その部位のパネルを外して交換するだけであり、容易で且つ安価である。ただし、鋼管フレームが変形もしくは破損した場合には修正が必要となる。
このABS樹脂は商品名を「サイコラック」（Cycolac ）といいMarbon-France社よりS.E.A.B.社に供給され、ここで熱成型されてボディパネルとなる。
前部座席は左右で独立しており、ボディ側面は乗降用に深くえぐられ、そこには転落防止用のチェーンが付いているだけであったが、後年ドアがつけられた。フロントのウインドシールドスクリーンは可倒式、車体後部のアオリ（ドロップゲート）は床の高さから開き、荷役のし易さが考慮されている。スペアタイヤは荷室右側の前寄りに立てて収納される。

### ボディー・カラー
ABS樹脂は、プラスチックと合成ゴムの双方の性質を持つ熱可塑性のエンジニアリングプラスチックである。このABS樹脂は塗装をしなくても、ABSペレットに顔料を入れて熱成型することによりあらかじめ着色された成型品が得られる。また、樹脂用の塗料を用いて好みの色に塗装することも容易にできる。新車購入時の車体色には、カラハリオークル（Kalahari Ochre）、ホピレッド（Hopi Red）、モンタナグリーン（Montana Green）が用意されていた。

### ボディ型式
2型式に分類される。
作業用2座席ベーシックモデル
フロントウインドシールドは可倒式。ドアには安全用のチェーンが付いているのみのベーシックモデルである。荷室は平面フロアーであり、側面をABSで覆ったロールバー状のフレームが備わる。
オプション - 1
運転席と荷室を覆うトノカバーが付く。下半分がABS製のドア（上半部分はビニールとカンバス製。）が安全性と快適性のため装備される。
ENAC オプション
布製またはABS製ドア付き、黒コットン製折りたたみ式幌とABSドア付きハードトップ。スライドドア付。2座席モデルではサイドウインドウはやや小型である。

2 + 2 タイプ（ベーシックタイプ）
フロントウインドシールドは可倒式。ドアなしで安全チェーン付き。折りたたみ式の黒色コットン製車室幌を装着するため、側面をABSで覆ったロールバー状のフレームと、鉄製パイプによる四角く簡単な支柱が組み付けられる。着脱自在のリアベンチシートはフロントシート直後のフロアーを起こす方式で、簡単な背当てのみである。
オプション - 1.
キャビンを完全に覆うソフトトップと下半分がABS製のドア（上半部分はビニールとカンバス製）が付く。
ENAC オプション
黒色コットン製の覆い付きで、布またはABS製ドアが付く。ステアリング・コラムに盗難防止装置がつく。ABS製ドア付きハードトップも選択出来る。

### エンジン
排気量602ccで28HP/5,400rpmを発揮する空冷水平対向2気筒ガソリンエンジンを搭載し、最高速度は100km/h。
車重は525kgと軽量で、最大積載量は400kgである。
遠心クラッチ付きモデルを選択できたのも2CVと同様である。タイヤは135x380XM-Sを使用する。

### サスペンション / ダンパー
2CVと同様に前輪がリーディングアーム、後輪がトレーリングアームによる四輪独立懸架であり、前後のサスアームからのロッドがサスシリンダー内の横置き（前後方向に水平配置）コイルスプリングを圧縮する。従って、この力は前後でサスシリンダーを引き合っている。
このサスペンションシリンダーはシャシに半浮動固定されているので、前輪と後輪の動きは互いに影響し合う2CVと同様の前後関連懸架である。
この関連する動きにより、サスペンション・スプリングは単純に考えても2倍に柔らかくなり、車重の軽い車に適しているが、平坦路の走行時に前後のバネが同時に伸縮を繰り返し、車体が上下に連続運動（バウンシング）し続ける欠点を持っている。
4輪に慣性ダンパーを装備し、その他、前輪に摩擦ダンパー、後輪にテレスコピック式油圧ダンパーを装備している。

## モデルの変遷
- 1969年、エンジンが33HP/5,750rpmに強化され、最高速度は110km/hとなる。これは 2CV-6、ディアーヌ6と同様である。
- 1970年、ENACによりABS樹脂製のハードトップモデルが造られ、完全なクローズドボディとなり、鍵による車室の施錠が可能になる。
- 1973年、軍用試験にも合格した "Military-Mehari" が有名で、1,000台がフランス陸軍に、250台がフランス空軍に採用された。(from: Le Double Chevron: No.30. 1972 )
- 1978年、フロントグリルが横線基調のものとなり、ドアが付くようになる。

## メアリ4x4
1979年、「メアリ4x4」が造られる。エンジンとトランスミッションは同一であるが、2速副変速機付きのトランスファーを持ち、レバー操作により後輪も駆動できるパートタイム4WDとされた。前後にパワートレインを搭載した2CV サハラ とは異なる一般的な仕様である。
副変速機で2.6倍に減速されることにより1輪当たりの駆動トルクは非常に大きくなる。またディファレンシャルギアをロックすることで後輪の空転を防ぐことができ、1 : 1（45度）以上の斜度を登坂することが出来るフランス製のジープとも呼べるモデルである。
- 他の2CV派生車種とは異なり、このモデルのサスペンションには前後関連懸架はない。サスペンション・シリンダーはシャシに固定されており、油圧ダンパーを前後に装備している。
  - 4輪ディスクブレーキを装備。
  - 後輪駆動のためのプロペラシャフト用に床にトンネルを設け、プラットフォームシャシも強化された。
  - オフロード走行に対応するため、ボディ下面を平滑に成形（スキッド性を向上）。
  - 4輪駆動に対応したドグタイプ・クラッチ、ディファレンシャルギアを装備。
  - スペアタイヤは 2CV サハラ 同様にボンネット上に載せて収納。

## 軍用承認車（シトロエン A 4x4）
メアリ4x4より5,000台規模の4輪駆動、軽クロスカントリー車がフランス軍の公式承認を獲得した。全製造台数から考えると「正にジープ」に比肩する。
この車両はメアリ同様の四輪駆動車であるが、ボディーはABS製ではなく「鋼板製」である。このため、外観はFAFやNAMCO PONYに似ている。ルーフとボディー上半部はカンバス製のようで、勿論緑系の迷彩色である。
車両が民生のメアリ4x4と同等以上の障害物を乗り越える能力を持っていることを証明する「テスト」が、1979年5月から1980年10月にかけて軍用技術試験場で行われた。この20か月の期間、270,000 kmのトラックとクロスカントリーにおいて、車両の頑丈さと信頼性がテストされた。
使用された車両は10台の"A 4x4"プロトタイプであった。

### 車両仕様
エンジンは、ビザ用の空冷水平対向2気筒652 cc、電子点火システム採用、34 HP @ 5750 rpm。トランスミッションは前進7速・後退1速に、3速の副変速機と、後輪へのプロペラシャフトにドッグクラッチを持つ。これらの組み合わせで、6モードの駆動方式が選択可能である。FF（4x2）で副変速機の有無、4x4で副変速機の有無、ディファレンシャル・ロックの有無、の6種類である。
普通の地面では4x2の副変速機およびディファレンシャル・ロックなしが推薦された。最高速度110 km/h。燃費は100 kmあたり9 L。走行状態重量840 kg、全備重量1,240 kg。標準仕様で、保護金網付、前倒式フロントウィンドシールド装備、12-24Vコンバーター付無線機装備である。

## 再生産
フランスのメアリクラブではエンジン、シャシフレーム、鋼管フレーム、ボディパネル等全ての構成部品を製作販売している。また、古い廃車の車体ナンバーから、新車のメアリを多数再生産している。この様にメアリの再生産は特に容易である。

## 輸入実績
1982年9月に三越百貨店と麻布自動車により、少数の2CVとメアリの輸入がされたが、丁度、フランス祭に当たって2CV France-3が（ヨットレースで有名）写真付き購入募集案内書を配布した。三越事件による三越百貨店社長の突然の解任により中止になった。麻布自動車により予約分が販売された。
メアリ4x4 は西武自動車販売により数台がサンプル輸入されており、カーグラフィック誌によってテストされ、記事化された。

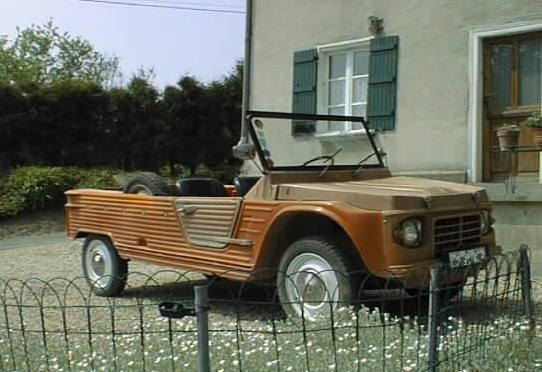
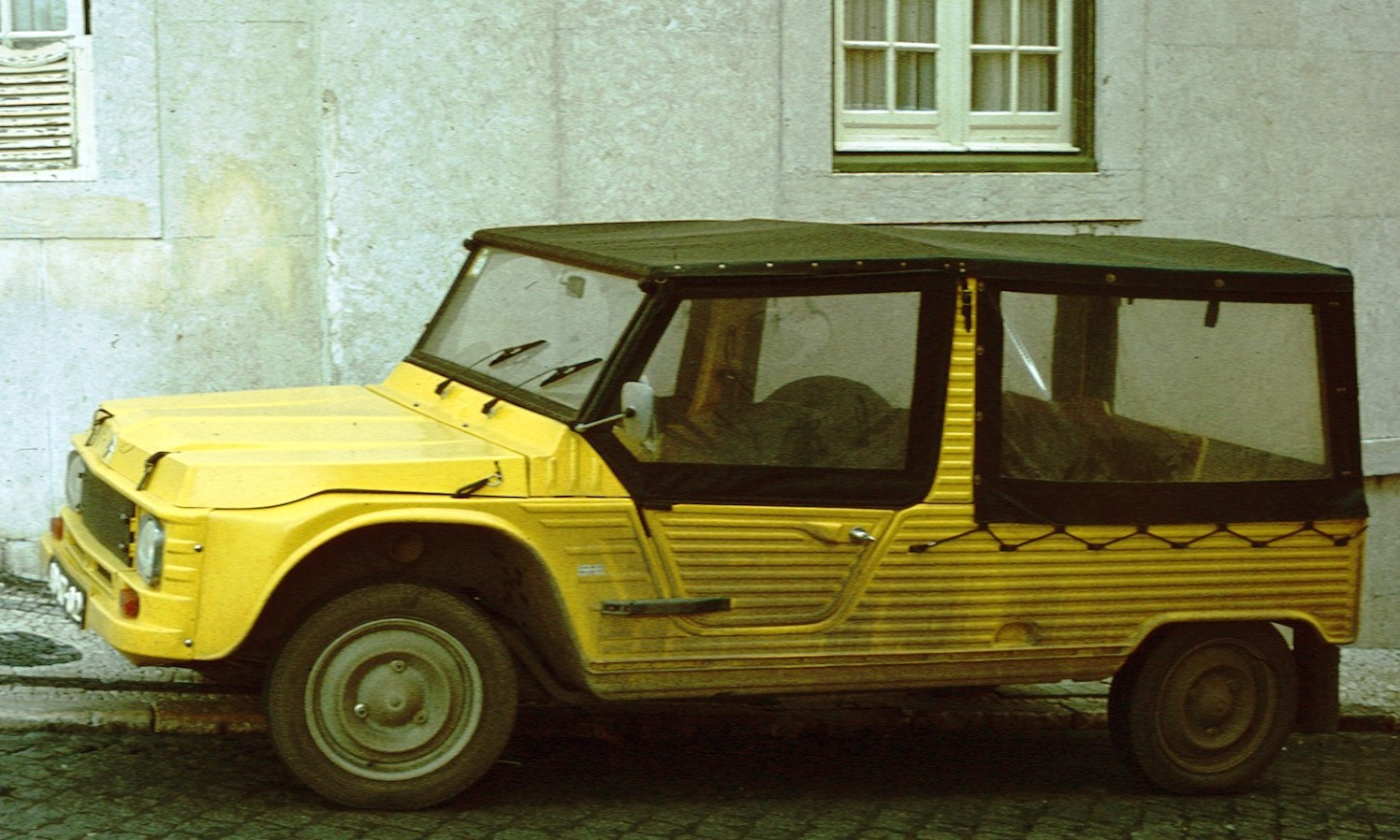
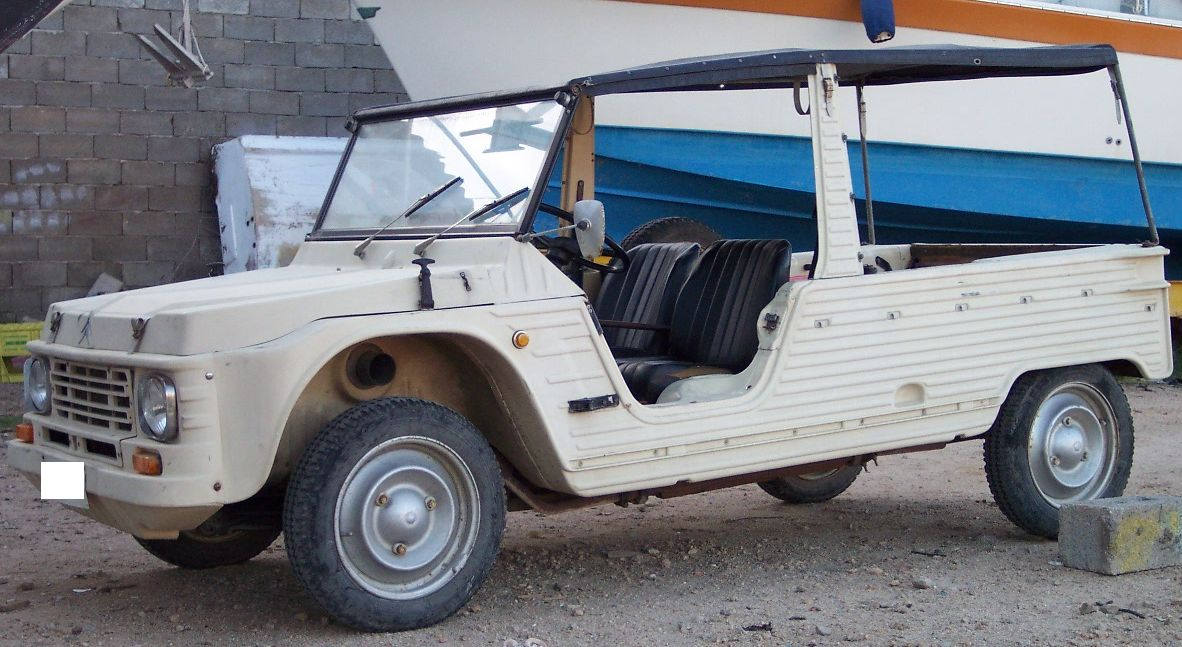
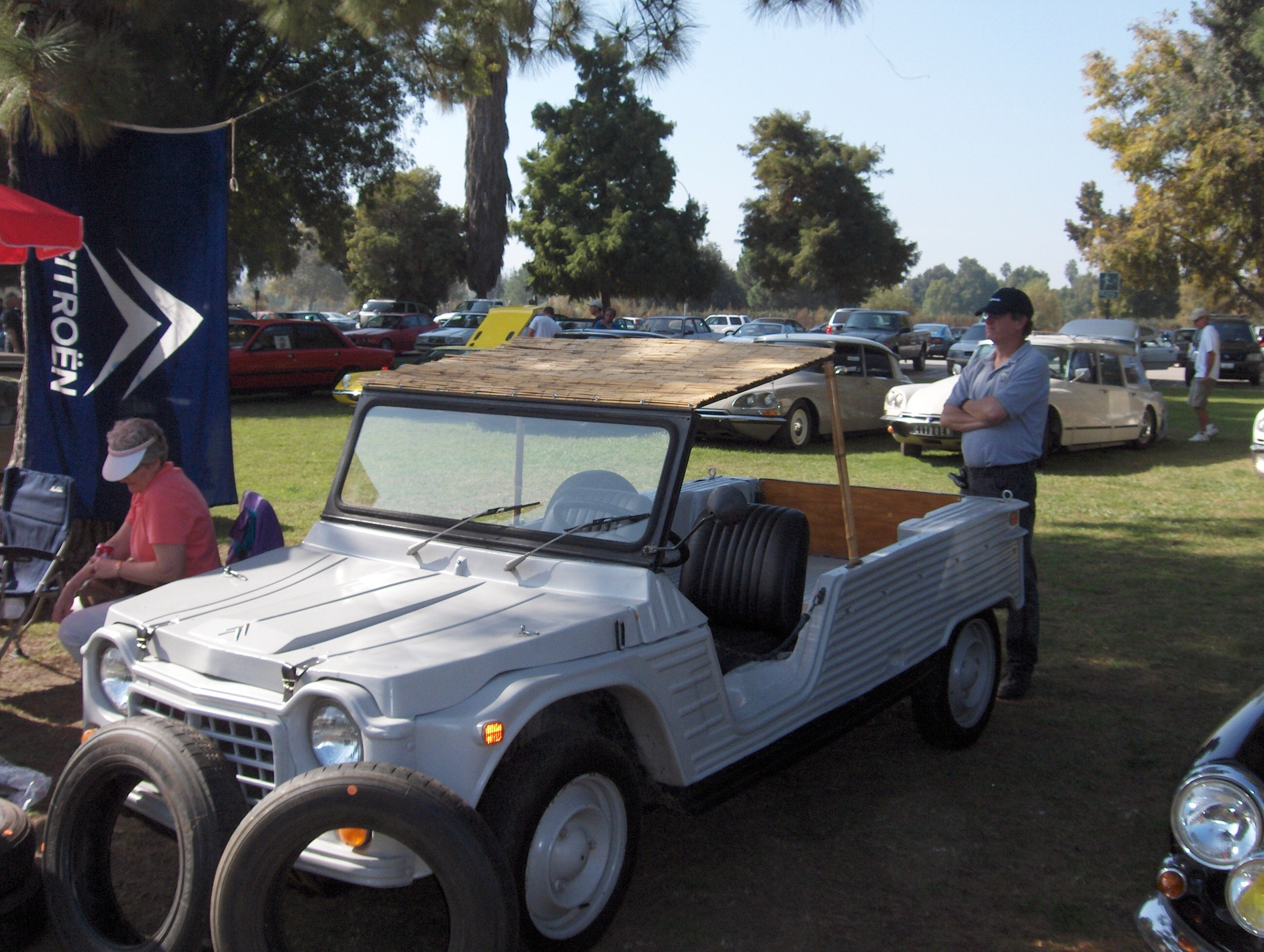

## 車名
ヒトコブラクダのうちメアリと呼ばれる早駆け用のラクダに由来している。